# Limahl
Limahl, właśc. Christopher Hamill (ur. 19 grudnia 1958 w Wigan) – brytyjski piosenkarz popowy. W latach 1982–1983 wokalista zespołu Kajagoogoo, w którym śpiewał okazjonalnie również w późniejszych latach. W 1984 wylansował przebój „The NeverEnding Story”, piosenkę przewodnią do filmu Niekończąca się opowieść.
Jego pseudonim artystyczny to ananim nazwiska – Hamill.

## Życiorys

### Wczesne lata
Urodził się w Wigan jako syn Erica – górnika i Cynthii Hamill. Dorastał wraz z trojgiem rodzeństwa, dwoma braćmi, Paulem i Anthonym oraz siostrą Caroline. Kiedy miał siedem lat, zaczął intensywnie śpiewać.
Uczęszczał do Mesnes High School w Wigan. 

### Kariera
Należał do Westcliff-on-Sea Palace Theatre Repertory Company. Występował w musicalu biblijnym Andrew Lloyda Webbera i Tima Rice Józef i cudowny płaszcz snów w technikolorze (Joseph and the Amazing Technicolor Dreamcoat). W wieku 16 lat porzucił szkołę i uciekł do Boltonu, gdzie rozpoczął naukę fryzjerstwa. Następnie pobierał lekcje śpiewu. Przez krótki okres był punkiem w zespole Vox Deus, a następnie śpiewał w grupie Crossword i formacji Brooks z Mikiem Nolanem. 
W 1982 odpowiedział na anons dotyczący wokalisty poszukiwanego dla zespołu muzycznego. Po przesłuchaniu został wokalistą zespołu pop Art Nouveau, przekształconego wkrótce na Kajagoogoo, a jego karierą pokierował jako współproducent pierwszych nagrań Nick Rhodes z zespołu Duran Duran. Wylansowany przebój „Too Shy” szybko znalazł się na miejscu pierwszym w Wielkiej Brytanii i dotarł do miejsca piątego amerykańskiej listy Billboard Hot 100. Piosenka stała się symbolem pop kultury lat 80. i zyskała ogromną popularność. Również Kajagoogoo z Limahlem szybko stali się jednymi z najbardziej popularnych wykonawców w Wielkiej Brytanii. Znani byli z charakterystycznego stylu, który tworzyły kolorowe fryzury i kolorowe ubiory. Odejście Limahla od Kajagoogoo w 1983 spowodowane było wewnętrznym konfliktem w zespole, w związku ze stale rosnącą popularnością artysty. Rok potem grupa zmieniła nazwę z Kajagoogoo na Kaja i działała do 1986.
W 1983 rozpoczął karierę solową, a jego pierwszy utwór – „Only for Love” – trafił na dwudzieste miejsce listy przebojów w Wielkiej Brytanii. W następnym roku odniósł sukces przebojami „Too Much Trouble” i „Never Ending Story” – muzycznym motywem przewodnim baśniowego filmu fantasy Wolfganga Petersena Niekończąca się opowieść (Die Unendliche Geschichte, 1984) z Noahem Hathawayem oraz debiutanckim albumem Don't Suppose…. Jego kolejne płyty Colour All My Days (1986) i Love Is Blind (1992) oraz singel „Tell Me Why” (2006) nie cieszyły się tak wielkim powodzeniem. W 2004 wystąpił w muzycznym reality show PRO 7 Comeback – Die grosse Chance, a rok później pojawił się w programie ITV Hit Me Baby One More Time.
We wrześniu 2004 był gościem programu Wideoteka dorosłego człowieka. W tym samym dniu odwiedził Program 3 Polskiego Radia i Marka Niedźwieckiego w jego programie Markomania. 30 września 2005 był gościem TVP2 i Steffena Möllera w programie Załóż się.
W lutym 2008 grupa KajaGooGoo reaktywowała się w oryginalnym składzie: Limahl (wokal), Nick Beggs (wokal, gitara basowa, Chapman stick), Jez Strode (perkusja), Steve Askew (gitara) oraz Stuart Croxford Neale (klawisze). 24 sierpnia tego samego roku z zespołem KajaGooGoo wystąpił na Sopot Festival. 
26 lipca 2012 wystąpił na koncercie Disco Fever w ramach Sunrise Festival w Kołobrzegu. 29 sierpnia 2013 wystąpił na stadionie w Iłowie, w ramach imprezy „Wielkie Pożegnanie Lata”. W 2008 i 2019 był gościem programu TVP1 Jaka to melodia?. Wystąpił gościnnie w filmie biograficznym Jana Hryniaka Zenek (2020), wykonując swój przebój „Never Ending Story”.

## Dyskografia
| Z Kajagoogoo - „Too Shy” (1982) - „Ooh to Be Aah” (1983) - „Hang On Now” (1983) - „Space Cadet” (2009) Solo - „Only For Love” (1983) - „Too Much Trouble” (1984) - „The NeverEnding Story” (1984) - „Tar Beach” (1984) - „Love in Your Eyes” (1986) - „Inside to Outside” (1986) - „Colour All My Days” (1986) - „Stop” (wydany tylko w Japonii, 1990) - „Maybe This Time” (1991) - „Too Shy – 92” (1992) - „Love is Blind” (1992) - „Love That Lasts” (2002) - „Tell Me Why” (2006) - „1983” (2012) - „London for Christmas” (2012) - „Still in Love” (2020) | Z Kajagoogoo - White Feathers (1983) - EP: Death Defying Headlines (2008) - EP: Death Defying Headlines – The Dancing Remixes (2009) Solo - Don't Suppose (1984) - Colour All My Days (1986) - Love Is Blind (1992) - Kajagoogoo & Limahl. The Singles and More (1993) - The Best of Limahl (1996) - The Very Best of Kajagoogoo & Limahl (2003) - Limahl Never Ending Story (2006) |